# Настри, Гаэтано
Гаэтано Настри (итал. Gaetano Nastri, родился 18 марта 1968 года в Боскореале) — итальянский политик, депутат Палаты депутатов Италии от партии «Братья Италии – Национальный альянс».

## Биография
Окончил среднее профессиональное техническое училище, эксперт в области электронной промышленности. Работал страховым агентом.
Избран в Палату депутатов Италии 29 апреля 2008 года по итогам парламентских выборов от II избирательного округа Пьемонт 2 по списку партии «Народ свободы». Переизбран по итогам парламентских выборов 2013 года, перешёл позднее в партию «Братья Италии — Национальный альянс».
С 21 мая 2008 по 16 декабря 2010 заседал в XIII комиссии (по сельскому хозяйству), с 16 декабря 2010 по 12 января 2011 заседал в VIII комиссии (по окружающей среде, земле и общественным работам); 12 января вернулся в состав XIII комиссии, в которой был до января 2013 года. С 7 мая 2013 по 2 февраля 2017 член IV комиссии (по обороне), со 2 февраля 2017 года член XIV комиссии (по Европейскому союзу). С 19 июля 2013 года член парламентской комиссии по делам детей и молодёжи.